# Neila de San Miguel
Neila de San Miguel település Spanyolországban, Ávila tartományban. Neila de San Miguel Becedas, San Bartolomé de Béjar, Sorihuela és Medinilla községekkel határos. Lakosainak száma 62 fő (2024).

## Népesség
A település népessége az utóbbi években az alábbiak szerint változott:
| Lakosok száma | 116  | 103  | 96   | 93   | 87   | 79   | 73   | 65   | 65   | 62   |
|               | 2001 | 2004 | 2006 | 2009 | 2011 | 2014 | 2016 | 2019 | 2021 | 2024 |